# Agan
Der Agan (russisch Аган) ist ein 544 Kilometer langer linker Nebenfluss des Tromjogan im Westsibirischen Tiefland in Russland.

## Verlauf
Der Agan entfließt auf 78 m Höhe dem Mensawemtor-See im Zentralteil des Westsibirischen Tieflandes, unweit der Wasserscheide zwischen den rechten Nebenflüssen des Ob und dem Einzugsgebiet des Pur. Er durchfließt auf seiner gesamten Länge in westlicher bis südwestlicher Richtung, immer auf dem Territorium des Autonomen Kreises der Chanten und Mansen/Jugra, die sumpfige und seenreiche Taigalandschaft des Tieflandes bis zu seiner Mündung in 32 m Höhe in den Tromjogan, gut 60 km ostnordöstlich von Surgut. Von einigen Quellen wird der Agan als rechter Nebenfluss des Ob angesehen, und der Tromjogan dementsprechend als rechter Nebenfluss des Agan.
Die bedeutendsten Nebenflüsse des Agan sind Nankjogan und Amputa von rechts sowie Wanjogan von links.

## Hydrographie
Das Einzugsgebiet des Agan umfasst 32.200 km². In Mündungsnähe erreicht der Fluss eine Breite bis 200 m bei einer Tiefe von 2,5 m; die Fließgeschwindigkeit beträgt hier 0,5 m/s.
Der Agan gefriert von Ende Oktober bis in die zweite Maihälfte. Die Wasserführung 87 km oberhalb der Mündung, beträgt im Jahresdurchschnitt 275 m³/s bei einem Minimum von 80,0 m³/s im März und einem Maximum von 730 m³/s im Juni.

## Infrastruktur und Wirtschaft
Der Fluss ist auf 360 km schiffbar.
Die Erschließung fast des gesamten vom Agan durchflossenen Gebietes begann mit der Entdeckung der westsibirischen Erdöl- und Erdgasvorkommen ab den 1960er-Jahren. Am Fluss entstanden die Städte Raduschny und Pokatschi und die Siedlung städtischen Typs Nowoagansk, die durch Straßen miteinander und mit dem russischen Straßennetz verbunden sind. Unweit der Mündung und des gleichnamigen Dorfes Agan wird der Fluss von der Eisenbahnstrecke und der Straße überquert, die die am Ob gelegenen Großstädte Surgut und Nischnewartowsk verbinden.